# Parti du travail de Corée du Nord
 (septembre 2017).
Si vous disposez d'ouvrages ou d'articles de référence ou si vous connaissez des sites web de qualité traitant du thème abordé ici, merci de compléter l'article en donnant les références utiles à sa vérifiabilité et en les liant à la section « Notes et références ».

Drapeau du Parti du travail de Corée du Nord.

Le Parti du travail de Corée du Nord est le parti dirigeant en Corée du Nord de 1946 à 1949 et il est le prédécesseur de l'actuel Parti du travail de Corée. Il est né durant son congrès-fondateur du 28 au 30 août 1946, il est le résultat de la fusion de la portion nordique du Parti communiste de Corée et du Nouveau Parti populaire de Corée. Kim Du-bong, ancien chef du Nouveau Parti populaire de Corée est élu Président du parti ; les trois vice-présidents sont Chu Yong-ha (en), Ho Ka-i et Kim Il-sung.
Au temps de sa création le parti comptait 366 000 membres.[réf. nécessaire]